# Museo taurino

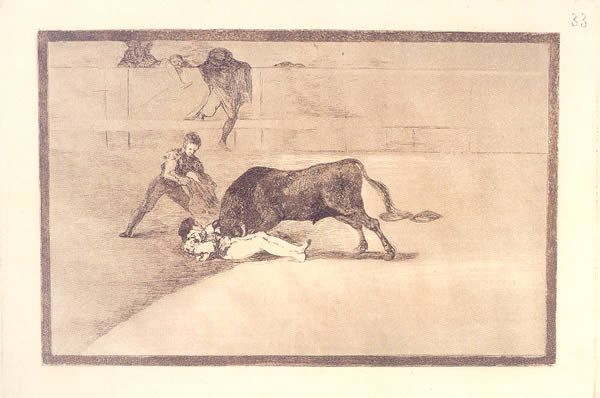
«La desgraciada muerte de Pepe-Hillo en la plaza de Madrid», grabado número 33 de la serie La tauromaquia, conservado en el Museo Taurino de Madrid.

Un museo taurino es un museo especializado en todo lo referente a la tauromaquia.

## Exposiciones y contenidos
En los museos taurinos no sólo se exponen objetos usados en las fiestas ligadas a la tauromaquia (corridas de toros, novilladas etc.) sino también objetos decorados con motivos taurinos (muebles, cerámicas) o sencillamente obras de arte que representan temas o escenas taurinos (como cuadros o esculturas). Por ejemplo, el Museo Taurino de Madrid conserva y expone la serie completa de los grabados La tauromaquia, de Goya. También destacar el Museo Taurino Extremeño de Badajoz considerado uno de los mejores museos taurinos de España, gracias al valor de sus fondos (carteles desde el siglo XVI, fotografías, pinturas, cabezas de toros y vestidos de torear), convirtiéndose en un verdadero centro documental para la historia de la tauromaquia.